# کیرون گیلن
کیرون گیلن (انگلیسی: Kieron Gillen؛ زادهٔ ۳۰ سپتامبر ۱۹۷۵) روزنامه‌نگار اهل بریتانیا است.